# متا لوتس
متا لوتس (استونیایی: Meta Luts; ۵ سپتامبر ۱۹۰۵ – ۱ ژوئیهٔ ۱۹۵۸) بازیگر زن اهل استونی بود. وی بین سال‌های ۱۹۲۳ تا ۱۹۵۸ میلادی فعالیت می‌کرد. وی بیشتر به‌عنوان بازیگر تئاتر شناخته میشود و در رادیو نمایش‌هایی را نیز اجرا کرده و در چندین فیلم هم به بازیگری پرداخته است.